# Václav Rybařík
Václav Rybařík (* 10. dubna 1937, Jičín) je český geolog, spisovatel a mecenáš se zájmem o historické památky, žijící v Praze.

## Biografie
Narodil se v Jičíně v rodině středoškolského profesora jako nejstarší ze tří sourozenců. V Jičíně také získal základní i středoškolské vzdělání, ukončené maturitou v roce 1955. V tomtéž roce začal studovat na geologické (později hornicko-geologické) fakultě Vysoké školy báňské v Ostravě, kde byl v roce 1960 promován inženýrem geologem. Poté nastoupil do zaměstnání u n. p. Geologický průzkum Praha, u kterého (s různými názvy a na různých pracovištích) pracoval až do roku 1995. Tehdy se stal zaměstnancem družstva Geomin Jihlava a to až do roku 1997, kdy odešel do důchodu. Zabýval se vyhledáváním a průzkumem ložisek stavebních surovin, především stavebního kamene. K jeho největším a dlouhodobým zálibám patří studium architektonických a sochařských kamenných památek, zejména pražských, a publikování zjištěných poznatků o nich. Manželka Ing. Ludmila Rybaříková CSc., odborná asistentka na katedře silikátů Vysoké školy chemicko-technologické v Praze, zemřela v srpnu 2021.